# Robert Castelin
Robert Castelin (né le 23 mai 1920 à Allauch et mort le 11 juillet 2009 dans le 13e arrondissement de Marseille), est un coureur cycliste français. Il est professionnel de 1949 à 1951 au sein de l'équipe France-Sport-Dunlop.

## Palmarès
- 1939
  - 1rea étape du Circuit des Alpes
- 1947
  - Championnat de Provence
- 1950
  - 2e étape du Critérium du Dauphiné libéré
  - 3e du Grand Prix du Débarquement Sud
  - 6e du Critérium du Dauphiné libéré

## Résultats sur les grands tours

### Tour de France
2 participations
- 1950 : 19e
- 1951 : abandon (20e étape)